# Phaeosaces compsotypa
Phaeosaces compsotypa är en fjärilsart som beskrevs av Edward Meyrick 1885i. Phaeosaces compsotypa ingår i släktet Phaeosaces och familjen praktmalar, Oecophoridae. Inga underarter finns listade i Catalogue of Life.